# دم‌پنبه‌ای کوهی مانزانو
دم‌پنبه‌ای کوهی مانزانو (نام علمی: Sylvilagus cognatus) نام یک گونه از سرده خرگوش‌های دم‌پنبه‌ای است.